# Ordem de Suvorov (Rússia)
A Ordem de Suvorov (em russo: Орден Суворова) é uma condecoração estatal da Federação Russa estabelecida na URSS em 29 de julho de 1942 e restabelecida em 7 de setembro de 2010. A Ordem de Suvorov é concedida a líderes militares das Forças Armadas da Federação Russa por realizações notáveis no comando e controle de tropas. Também são premiada unidades militares.

## História

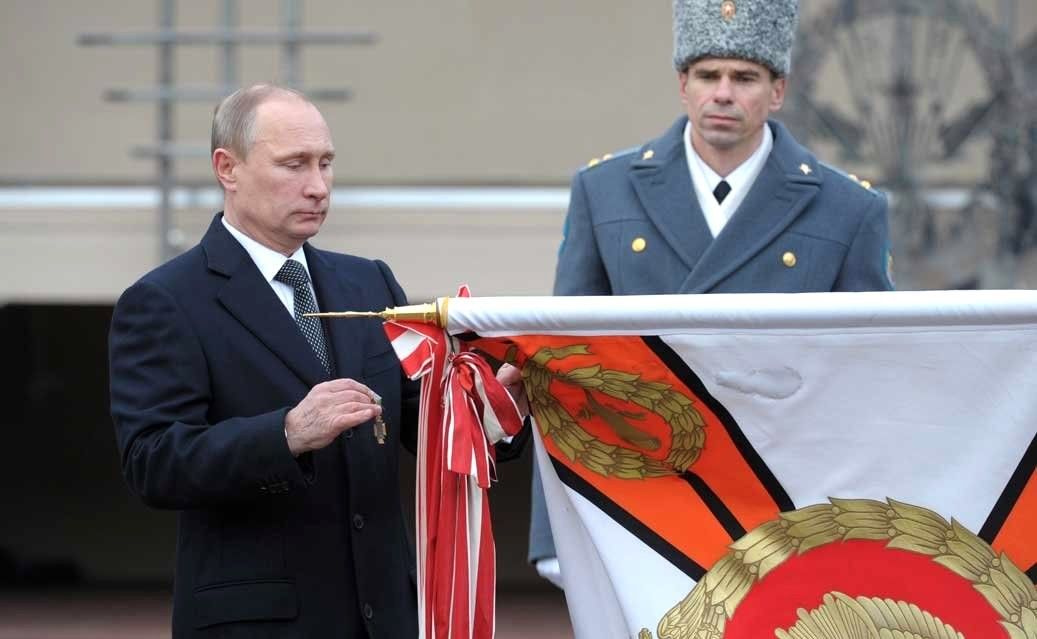
Vladimir Putin afixa a Ordem de Suvorov na bandeira da Escola Superior de Comando Aerotransportado de Riazã, 2013.

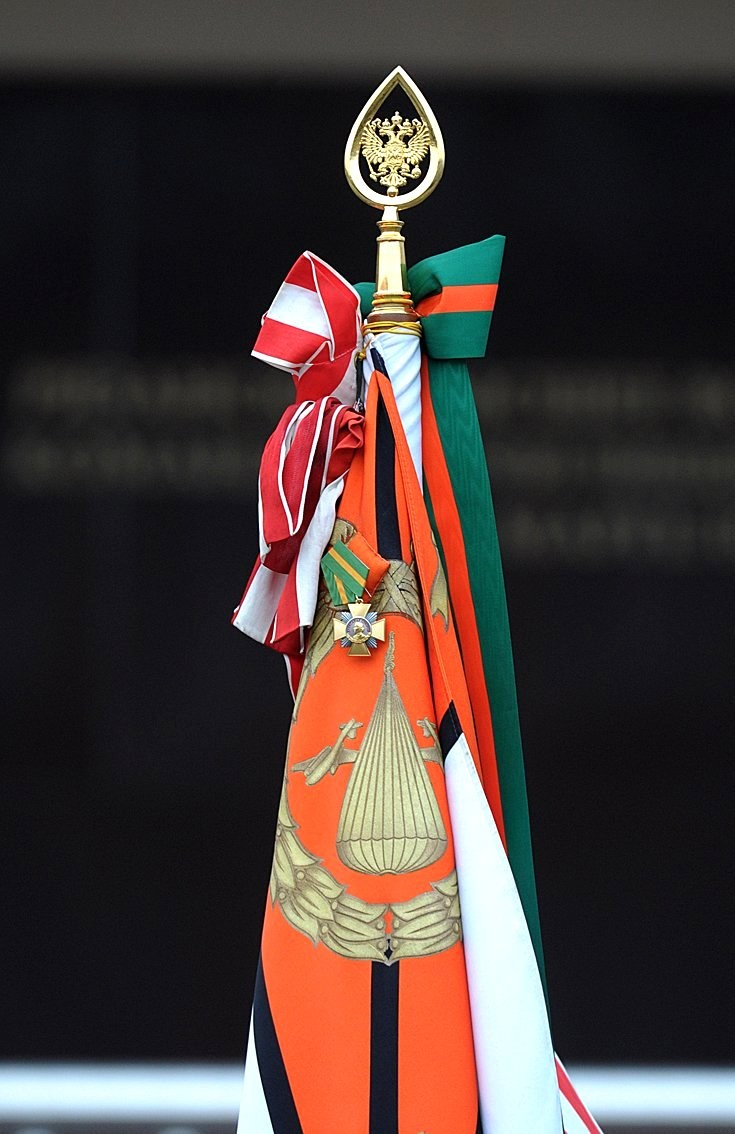
Estandarte de batalha da Escola Superior de Comando Aerotransportado de Riazã com a Ordem de Suvorov e fitas de ordem, 2013.

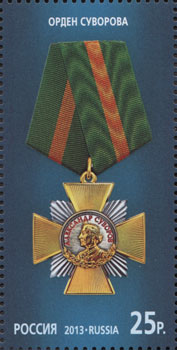
A Ordem de Suvorov em um selo postal russo de 2013 da série "Prêmios Estatais da Federação Russa"

A Ordem de Suvorov foi criada na União Soviética em 1942. Após o colapso da URSS, ela foi incorporada ao sistema de condecorações estatais da Federação Russa por meio da Resolução do Conselho Supremo da Federação Russa de 20 de março de 1992 nº 2557-I. Contudo, até 2010, a ordem não possuía um status ou descrição oficial como prêmio estatal da Federação Russa.
O Estatuto e a descrição da ordem foram aprovados pelo Decreto do Presidente da Federação Russa nº 1099 de 7 de setembro de 2010 “Sobre medidas para aprimorar o sistema de condecorações estatais da Federação Russa”.
Entre janeiro de 2013 e abril de 2015, o estatuto da ordem foi modificado, permitindo que a condecoração fosse atribuída não apenas a militares individualmente, mas também a associações e unidades militares das Forças Armadas da Federação Russa, além de outras tropas e organizações. 

## Premiados
Em 14 de novembro de 2013, por meio de um decreto do Presidente da Federação Russa nº 842, a Escola Superior de Comando Aerotransportado de Riazã, General V. F. Margelov, recebeu a Ordem de Suvorov.  Em uma cerimônia realizada em 15 de novembro de 2013, o presidente Vladimir Putin entregou pessoalmente a insígnia da ordem, fixando-a na faixa da instituição durante sua visita. 
Em 18 de agosto de 2014, a 76.ª Divisão de Assalto Aerotransportado de Guardas recebeu a Ordem de Suvorov. 
Em 14 de maio de 2015, a ordem foi concedida à 7.ª Divisão de Assalto Aerotransportado de Guardas de Montanha. 
Em Em 17 de setembro de 2014, o Primeiro Vice-Ministro da Defesa, Arkady Bakhin, concedeu a Ordem de Suvorov ao Centro de Testes da Federação Russa. 
Em 22 de julho de 2015, o Ministro da Defesa Shoigu concedeu a Ordem de Suvorov 1.º Cosmódromo de Teste do Estado de Plesetsk. 
Em 28 de novembro de 2017, ao ser apresentado como o novo comandante do Distrito Militar Oriental, o Coronel-General Alexander Zhuravlev exibia em seu uniforme a Ordem de Suvorov.
Em 1º de setembro de 2017, no Dia do Conhecimento, durante a cerimônia de entrega do certificado concedido pelo Presidente da Federação Russa à Escola Militar Suvorov de Ecaterimburgo, o Tenente-General Yevgeny Ustinov, Chefe do Estado-Maior do Distrito Militar Central, usava em seu uniforme a Ordem de Suvorov. 
Em 23 de fevereiro de 2018,a Ordem de Suvorov foi concedida ao Distrito Militar do Sul. 
O Brigadeiro-General do Exército Sírio Suheil al-Hassan  foi premiado com Ordem de Suvorov em 9 de maio de 2018. 
Em 18 de dezembro de 2018, o presidente russo Vladimir Putin concedeu a Ordem ao Distrito Militar Oriental. 
A ordem pode ser concedida póstumamente.
Em 29 de maio de 2020, o 58.º Exército do Distrito Militar do Sul foi agraciado com a ordem.
Em 29 de dezembro de 2020, a ordem foi concedida ao Comando de Aviação de Transporte Militar e ao 929º Centro Estadual de Testes de Voo do Ministério da Defesa V.P. Tchkalov. 
Por Decreto do Presidente da Federação Russa de 27 de março de 2024 nº 215 a Divisão Operacional Felix Dzerzhinsky da Guarda Nacional da Federação Russa foi agraciada com a Ordem de Suvorov

## Estatuto da ordem

### Motivos para a atribuição
A Ordem é destinada a comandantes de formações, seus adjuntos, chefes de direções e departamentos operacionais, além de líderes de ramos das Forças Armadas e unidades especiais das Forças Armadas da Federação Russa:
- pela organização hábil de operações e liderança de grupos de tropas (forças), formações e unidades militares, o que tornou possível, apesar da resistência obstinada do inimigo, sua superioridade numérica, equipamento técnico aprimorado e localização mais vantajosa no teatro de operações militares (direção operacional), atingir os objetivos das operações, manter as áreas mais importantes de seu território (o território dos estados aliados), criar condições para tomar a iniciativa e conduzir operações subsequentes com objetivos ofensivos;
- pela organização e liderança hábeis das formações das Forças Armadas da Federação Russa na execução de medidas estratégicas de dissuasão de natureza enérgica, garantindo a prevenção (desescalada) de agressões (conflito armado) contra a Federação Russa e (ou) seus aliados.

A concessão da Ordem pode ocorrer em situações excepcionais para associações, organizações e unidades militares das Forças Armadas da Federação Russa, bem como para outras tropas e formações por serviços notáveis em batalhas em defesa da Pátria, em missões de manutenção (ou restauração) da paz internacional e em operações antiterroristas. Isso se aplica à participação em intervenções tanto terrestres quanto aéreas, nas quais, mesmo diante da superioridade numérica do adversário, foram alcançados os objetivos estabelecidos, mantendo-se integralmente a capacidade de combate das unidades envolvidas.
A condecoração pode ser atribuída a cidadãos estrangeiros, incluindo integrantes das forças aliadas que sejam oficiais superiores e que tenham colaborado com militares da Federação Russa na preparação e execução de uma operação bem-sucedida envolvendo grupos de tropas (forças) da coalizão.
A ordem é usada no lado esquerdo do peito e, se houvere, outras ordens da Federação Russa, é colocada após a Ordem de Alexandre Nevsky, de 16 de dezembro de 2011 a 12 de abril de 2012, foi usada após a Ordem da Amizade. 

### Procedimento de uso
A fita da Ordem de Suvorov é usada na forma de uma roseta, localizada no lado esquerdo do peito em roupas civis.
Para eventos especiais e também para uso cotidiano em vestimentas civis, está planejada a utilização de uma réplica em miniatura do distintivo da ordem, que será posicionada após a miniatura do distintivo da Ordem de Alexandre Nevsky.
Enquanto usada em uma barra de uniforme afita da Ordem de Suvorov é colocada depois da fita da Ordem de Alexandre Nevsky.
No centro da cruz, há um medalhão de prata com uma borda convexa. No centro do medalhão, há um busto dourado de Alexander Suvorov, voltado para a esquerda e apoiado na parte inferior do medalhão sobre ramos de louro e carvalho cruzados e torcidos com uma fita.
Quando as unidades militares recebem, distintivo e a fita da ordem são afixados na parte frontal do Estandarte de Batalha da unidade.

## Descrição da ordem

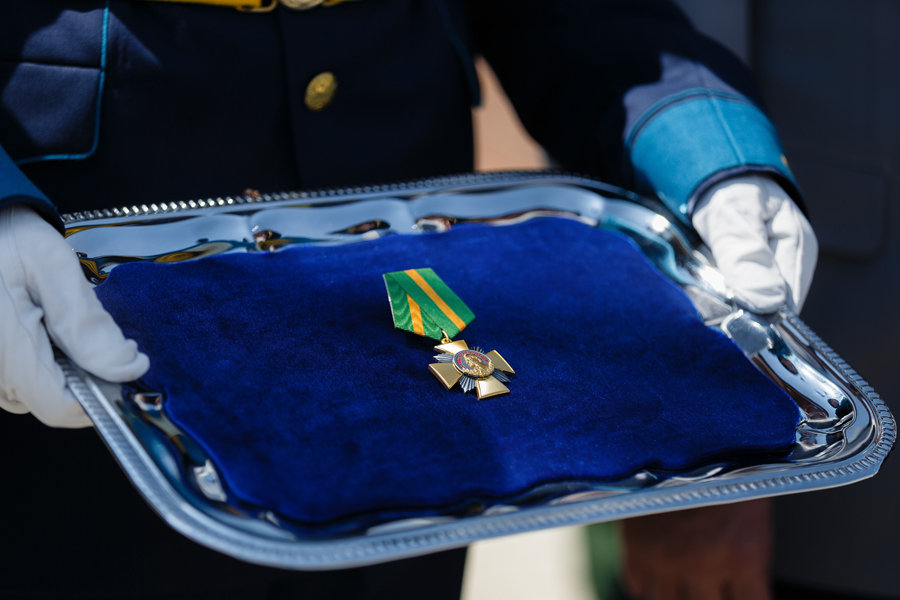
Ordem de Suvorov

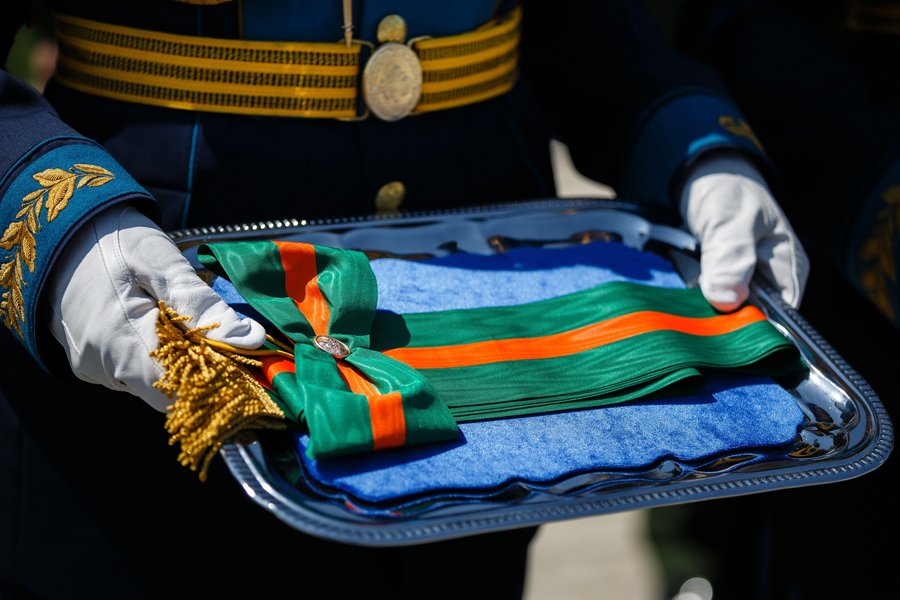
Faixa da ordem

### Insígnia da Ordem
A insígnia da ordem consiste em uma cruz reta dourada com quatro pontas alargadas.
Entre as extremidades da cruz há frações de prata.
O emblema da ordem é anexado a um bloco de forma pentagonal usando uma fita de seda moiré, através de um ilhó e um anel.
Na parte superior do medalhão, em torno de sua circunferência, encontra-se uma inscrição em letras retas em relevo, cobertas com esmalte vermelho, que diz: "ALEXANDER SUVOROV".
O distintivo possui uma distância de 40 mm entre suas extremidades opostas e de 35 mm entre suas retas opostas. O número da concessão da ordem está localizado no reverso do distintivo.
A fita verde possui uma largura de 24 mm, com uma faixa laranja de 5 mm localizada no seu centro.
A largura da fita anexada ao Estandarte de Batalha de uma unidade militar é de 100 mm.

### Cópia em miniatura
Utiliza-se um distintivo em miniatura da ordem em um bloco que possui uma distância de 15,4 mm entre as extremidades da cruz. A altura do bloco, medida do topo do canto inferior até o meio do lado superior, é de 19,2 mm. O comprimento do lado superior é de 10 mm, enquanto o comprimento de cada um dos lados é de 16 mm. Além disso, o comprimento de cada um dos lados que compõem o canto inferior é de 10 mm.

### Barreta e roseta
Ao usar a barreta da ordem no uniforme, é usada uma barra de 8 mm de altura com uma largura de de 24 mm.
Na faixa da Ordem de Suvorov há uma roseta com uma pequena imagem do distintivo da ordem feito de metal esmaltado. A distância entre as pontas da cruz é de 13 mm, enquanto o diâmetro do soquete é de 15 mm